# BankGiro Loterij
BankGiro Loterij ist ein niederländisches landesweites Lotteriesystem mit Sitz in Amsterdam, bei dem die Glückszahl die eigene Kontonummer darstellt, von der die Spielgebühren eingezogen werden.
Die Lotterie wurde 1961 durch die Algemene Loterij Nederland (ALN) eingeführt. 2002 wurde sie von der Holding Nationale Goededoelenloterij NV übernommen.

## Team BankGiroLoterij
Das Team BankGiroLoterij war ein Radsportteam, das 1999 gegründet wurde. Die Mannschaft bestand aus 16 Fahrern, Teammanager war Arend Scheppink. Angesichts der dünnen Personaldecke nahm das Team an keinen großen Etappenrennen  und Eintagesrennen teil. Da Bankgiroloterij nach fünf Jahren Finanzierung ihre Sponsorschaft einstellte, wurde das Team im Jahr 2005 mit dem Team des japanischen Radkomponentenherstellers Shimano unter Mitfinanzierung durch den Werkzeughersteller Skil zum Team Skil-Shimano fusioniert.